# Rosa María Payá
Rosa María Payá Acevedo (La Habana 10 de enero de 1989) es una activista cubana por la libertad y los derechos humanos. Es hija de Oswaldo Payá, desde la muerte de su padre en 2012, ella y su madre han estado viviendo en el área de Miami, pero con frecuencia viajan a Cuba para visitarla.

## Biografía
Su padre es Oswaldo Payá, fundador del Proyecto Varela y ganador del Premio Sájarov a la Libertad de Conciencia en 2002. Rosa María Payá estudió astronomía, se involucró en el Movimiento Cristiano Liberación, creado por sus padres en 1988. Denunció el régimen cubano controlado por Raúl Castro. Cuando su padre murió en 2012, Rosa María Payá cuestionó la versión oficial del accidente:
“Según la información que nos enviaron los jóvenes que viajaban en el auto con Oswaldo Payá, había otro vehículo que intentaba darse a la fuga. sacarlos del camino, atacándolos en todo momento. Entonces creemos que no fue un accidente, que quisimos hacerles daño y que terminaron matando a mi padre".
No pudo obtener un puesto de investigación en la universidad y perdió su trabajo en un laboratorio de astronomía. En Miami, Rosa María Payá trabaja para mantenerse dando clases privadas de física. Es presidenta de la organización disidente Red Latinoamericana de Jóvenes por la Democracia en Cuba. En febrero de 2017 denunció “agresión del gobierno cubano” luego de que éste impidiera a Luis Almagro, presidente de la Organización de los Estados Americanos, Felipe Calderón y Mariana Aylwin, venir a Cuba. Rosa María Payá entregó simbólicamente a Luis Almagro y Mariana Aylwin sus premios por su inversión en la democracia colocándolos en sillas vacía.
En febrero de 2021, Rosa María Payá, junto a más de 300 personalidades cubanas, pidió el fin de la represión en la isla y la liberación de los presos políticos antes de que Washington D. C. inicie una normalización con Cuba y relaje el embargo de Estados Unidos a Cuba. Entre los firmantes Camila Lobón y Héctor Luis Valdés se encuentran miembros del movimiento 27N, pero también hay opositores históricos como José Daniel Ferrer o el historiador cubano Rafael Rojas Gutiérrez. Además, apoya el videoclip Patria y vida de seis artistas afrocubanos que critican los resultados de 60 años de gobierno comunista en Cuba.